# Centro Desportivo de Fátima
El Centro Desportivo de Fátima, simplement conegut com a Fátima, és un club de futbol portuguès amb seu a Fàtima al municipi d'Ourém. Fundat l'any 1966, actualment juga al Campionat de Portugal, celebrant partits a casa a l'Estàdio Papa Francisco, amb una capacitat de 1.545 espectadors.
L'equipament local del club és de color vermell fosc per a la samarreta, els pantalons curts i els mitjons, i el de visitant és tot blanc.

## Història
Fundat el 24 de gener de 1966, el Fátima va arribar per primera vegada a la Lliga de Honra el 2007, però només hi va romandre una temporada. Durant la Taça da Liga de la temporada, va aconseguir derrotar el FC Porto als penals, abans de cedir davant d'un altre equip de primera divisió, l'Sporting CP (4–4 en total, i amb un triomf de 2–1 a casa).
El 2009, l'entrenador Rui Vitória va tornar a liderar l'equip al segon nivell.

## Palmarès
- Segona Divisió: 2008–09
- Terceira Divisió: 1990–91, 1997–98, 1999–2000
- Lliga Regional (2a divisió): 1969–70